# ذات‌الجنب
ذاتُ الجَنب (نام‌های فارسی: سینه پهلو، بَرسام، پهلودرد)، پلورزی (به فرانسوی: Pleurésie) یا پلوریت (به فرانسوی: Pleurite) یا به‌معنی التهاب و تحریک پردهٔ جَنب است. پلورزی خود یک بیماری نیست، بلکه عارضه‌ای‌ست که ممکن است نشانهٔ بیماری‌های گوناگونی باشد. پلورزی به دو صورت پلورزیِ خشک و پلورزیِ مرطوب ظاهر می‌شود. پلورزی مرطوب با تجمع مایع در بین دو لایهٔ پردهٔ جنب همراه است.
برسام یا ذات‌الجَنب به عنوان یک بیماری التهابی روی پوشش شش‌ها و قفسه سینه را تحت تأثیر قرار می‌دهد. پلور بافت‌های نازکی هستند که در دیواره قفسه سینه و ریه‌ها قرار دارند. در حالت سالم آن‌ها به آرامی روی یکدیگر سر می‌خورند.
پلوریس به‌طور معمول از چند روز تا ۲ هفته طول می‌کشد. سایر شرایط التهابی شش‌ها مانند برونشیت نیز باعث درد در اطراف قفسه سینه می‌شود.
ذات‌الجَنب با درد، آماس و ورم ناحیهٔ پهلو، قفسه سینه و دنده‌ها و سرفه و تب مشخص می‌شود. انواعی از آن را برسام و شوصه هم نامیده‌اند. به نظر می‌رسد معادل التهاب پلور یا دیافراگم در پزشکی نوین باشد هرچند برعکس دیدگاه گذشتگان دیافراگم به تنهایی بعید است که ملتهب یا عفونی شود.امروزه این بیماری پلوریت یا پلورزی نامیده می‌شود.
در آنندراج این بیماری این‌گونه تعریف شده‌است: «ورمی باشد در حجاب که آن پرده‌ای است میان قلب و معده و این ورم گاه در یمین بود و گاهی در یسار و علامات آن درد پهلو با تب و ضیق النفس بود.»
صاحب کشاف آن را التهابی گرم و دردناک در اطراف سینه یا عضلات داخلی یا در پردهٔ اندرون، یا در پردهٔ حاجز بین دستگاه گوارشی و دستگاه تنفسی یا در عضلات خارجی یا در پردهٔ بیرون تعریف کرده و خطرناک‌ترین حالت آن را نوعی دانسته که پردهٔ حاجز را گرفتار می‌کند و آن را ذات الجنب خالص نامیده‌است.
ابن سینا این بیماری را با بیماری‌های برسام و شوصه یکی دانسته ولی سمرقندی بین آن‌ها تفاوت گذاشته و نوشته «ذات الجنب خالص ورمی است که عارض می‌گردد غشاء مستبطن مر اضلاع و حجاب حاجز را که در یکی از دو طرف پهلو واقع است.»
در ذخیره خوارزمشاهی هم آمده‌است: «آماسی است گرم و دردناک اندر نواحی سینه. اما اگر آماس اندر عضله‌های سینه باشد خاصه اندر عضله‌های زندرونین. آن را شوصه گویند و اگر اندر غشاء باشد که زندرون سینه بدان پوشیده‌است و سینه را همچون بطانه است یعنی آستری، آن را برسام گویند یعنی آماس سینه (سام آماس است و بر، سینه) و اگر اندر حجاب باشد که میان احشاء بَرسوئین و فروسوئین ایستاده‌است آن را ذات الجنب گویند. بسیار باشد که اندر جگر آماسی گرم افتد و معالیق او کشیده می‌شود و درد آن بحجاب باز می‌دهد و نفس تنگ می‌شود و بیمار و طبیب هر دو پندارند ذات الجنب است ولی آن ذات الکبد باشد.»

## نشانه‌ها
درد قفسه سینه و کتف و شانه به همراه تنگی نفس و سرفه از علائم عمده آنست درد با تنفس عمیق و سرفه تشدید می‌یابد. در مواقعی که پلورزی با تجمع مایع در داخل دولایه پرده جنب همراه است، علاوه برتنگی نفس، تعداد تنفس در دقیقه نیز افزایش می‌یابد (Tachipenea) وممکنست بیمار دچار کبودی (Cyanosis) لب‌ها و ناخن دست و پا شود. از علائم دیگر می‌توان به تب، سرفه خشک، ضعف عمومی اشاره کرد.

## یافته‌های بالینی
چون دولایه پلور ضخیم می‌شود، مالش آن‌ها بهمدیگر صدائی را تولید می‌کند که با گوشی پزشکی قابل شنیدن است.

## درمان
درمان بستگی به علت پلورزی دارد. بی حرکتی و استراحت، مسکن و تب بر، واگر علت عفونی و میکروبی داشته باشد تجویز آنتی‌بیوتیک لازم می‌آید. در پلورزی مرطوب گاهی لازم است مایع بین پرده جنب خارج گردد.